# PocketC
PocketC ist ein einfacher Dialekt der Programmiersprache C für Palm-OS-PDAs.
Die Programme können auf dem Handheld erstellt werden. Die Quelltexte werden in einen Bytecode übersetzt der auch mit einer Freeware-Runtime auf anderen Palm-OS-Geräten ausgeführt werden kann. Es gibt aber auch eine Desktop-Version von PocketC.
Es werden viele Betriebssystemfunktionen unterstützt, wie Grafik, Sound, Tastenabfrage, Speicherkartenzugriffe und Ereignisabfrage.
Ein Vorteil von PocketC liegt in der Möglichkeit, Programmbibliotheken einzubinden, die mit einem Compiler wie den prc-tools erstellt werden können. Dadurch ist es möglich, zeitkritische Funktionen in Maschinencode zu erstellen.
Es existiert auch eine Portierung für Windows CE, diese wird jedoch nicht mehr weiterentwickelt.